# Nilópolis
Nilópolis – miasto w Brazylii, w stanie Rio de Janeiro.
W 2002 miasto to na powierzchni 19,16 km² zamieszkiwało 120 000 osób
Miasto to zostało założone w 1531.
W mieście rozwinął się przemysł spożywczy oraz maszynowy.
W mieście mają siedzibę kluby piłkarskie EC Nova Cidade i Nilópolis FC.